# Holovné
Holovné (ucraniano: Головне́; polaco: Hołowno) es un asentamiento de tipo urbano de Ucrania perteneciente al raión de Kóvel de la óblast de Volinia.
En 2017 la localidad tenía 3019 habitantes. Desde 2018-2020 es sede de un municipio (hromada) con un total de seis mil habitantes que incluye trece pueblos: Húmentsi, Hupalý, Zábolotia, Zaozerne, Zhorany, Krushýnets, Maslovets, Mshanets, Nudyzhe, Sylne, Skrypytsia, Cheremoshna Volia y Yasné.
Se conoce la existencia de la localidad en documentos desde 1444, cuando se menciona la incorporación del pueblo al Gran Ducado de Lituania. En la partición de 1795 se incorporó al Imperio ruso. Adquirió estatus urbano en 1957. Hasta 2020 formó parte del raión de Liúboml.
Se ubica unos 15 km al noreste de Liúboml, sobre la carretera que lleva a Ratne.